# D-STAR
D-STAR（ディー・スター、英語: Digital Smart Technologies for Amateur Radio）は、1990年代末に日本アマチュア無線連盟が開発した音声モードとデータモードとをもつデジタル化された純日本製のアマチュア無線通信方式である。2000年代に入り実用化され、米州、欧州、アジアなどの各国でも使用されている。

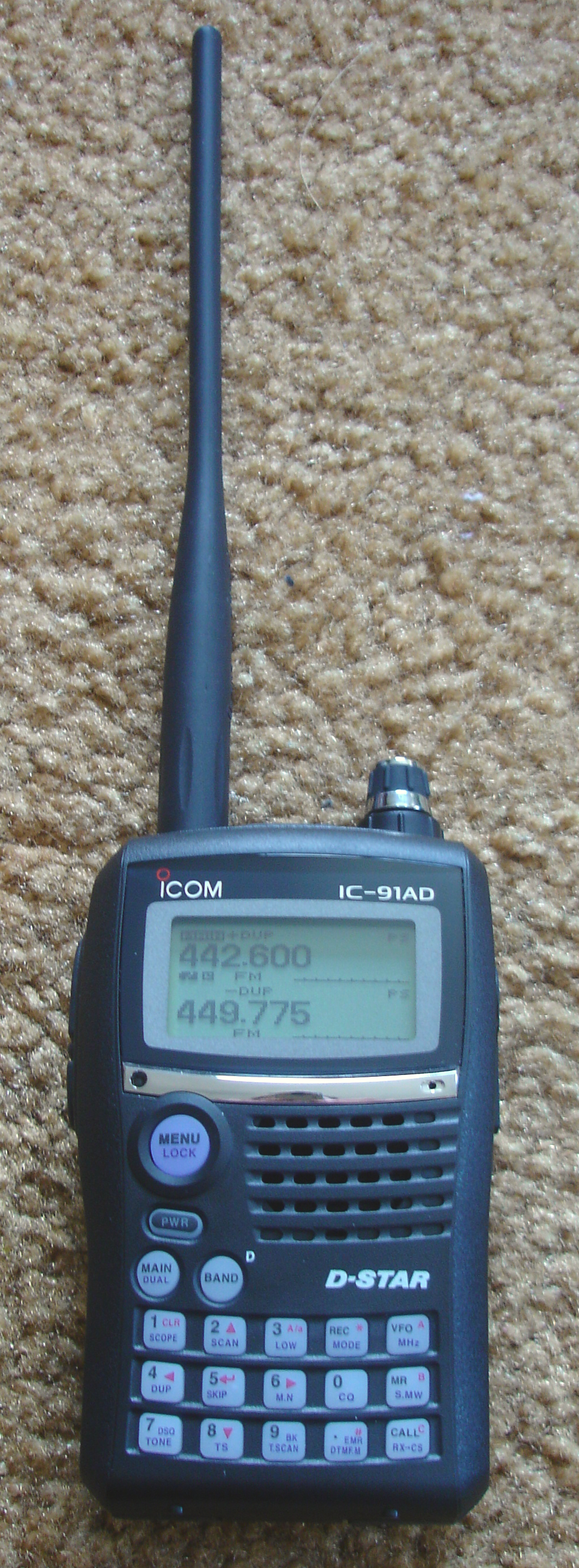
アイコム IC-91AD ハンディトランシーバー（D-STARデジタル音声ボードUT-121装備済み、日本国外仕様）

## 概要
最小偏移変調とパケット通信を採用した規格により、従来と同様の無線機同士直接の通信又はレピータを介した通信の他に、レピータ間の中継ができるよう設計されているなどの特徴がある。アマチュア無線では他のデジタル通信規格も開発され実用化されているが、D-STARはアマチュア無線専用に開発された最初の規格である。
D-STARはHF、VHF、UHFなどのマイクロ波帯のアマチュア無線周波数帯で使用出来る。無線配信プロトコルに加え、ネットワーク接続性も装備しており、D-STAR無線機がインターネットなどの通信網に接続し、音声やパケットデーターがアマチュア無線を介し送受信出来る様になった。
D-STAR無線機は、アイコム、ケンウッド、フレックスレディオ・システムが生産している。

## モード
通信モードには、DV（Digital Voice：デジタル音声）モードとDD（Digital Data：デジタルデータ）モードとの2種類がある。

### DVモード
音声を2.4kbpsに符号化し、GMSKで変調して占有周波数帯幅6kHzで送信するモードである。音声用コーデックには、デジタル簡易無線と同じAMBE（英語版）が用いられている。
現在地の情報やテキストメッセージも送る事ができ、相手のコールサイン、時刻、運用場所、等の情報を自動記録する機能も搭載されている。
受信時は、送信者のコールサインやメッセージが画面表示、記録されるため、常時音声を出す事が憚られる生活環境でも安心して常時待ち受けする事が可能。
電波型式はF7W
DVの信号波をFMで受信した場合は「ザー」と連続するホワイトノイズに近い信号音が聞こえる。

#### 対応するバンドプラン
DVモードを利用する時は、通信内容が音声かデータかに関わらず、バンドプランは「広帯域の電話・電信・画像」を使用する事とされ、29MHz帯以上の周波数で使用できる。
但し、アナログFMの呼び出しで使われる51.00MHz、145.00MHz、433.00MHz、1295.00MHz等は、無線局運用規則第二百五十八条の二の備考8の規定に基づきアナログFM以外は使用する事はできないため、JARLバンドプランにおいて145.30MHz及び433.30MHzをデジタル呼び出しと設定されている。
DVモードの占有帯域幅は、従来使われているアナログFMの半分以下の6kHzに設定されているため、周波数ステップを10kHzで使用することで、従来の2倍の局数が同時に使用できる。また、奇数ステップを使用する事で、アナログFMの混雑時でも周波数ステップ間の余白部分を使用して通信が可能であり、効率的に運用できる。
データ通信のみで使用する場合、以前は無線局運用規則第二百五十八条の二の規定に基づきF7Wは「広帯域データ」の範囲で使用できなかったが、2023年の改正により広帯域データの区分が全電波型式に変更されたため、従来の広帯域の電話･電信･画像だけでなく、パケットやRBBS等で使われている周波数帯でも使用できるようになった。

#### DPRS
交信時にコールサインや位置情報、テキストメッセージを送信する機能を持ち、アマチュア無線局同士で位置情報や活動状況を共有する事によるコミュニケーションの活発化や、移動地のPRに役立つ。
自宅等の都合で場所を公開したくない場合はこの機能をOFFにする事もできる。
438.01MHzにて、DPRSやウェザーステーションの自動送受信が行われており、D-STARトランシーバの自動送信タイマーを設定する事で、手で操作する事ができない状況でも位置情報やメッセージを自動的に送信する事ができ、運転中でも安全に位置情報を発信したり、登山やハイキング等における遭難予防にも役立てる事ができる。

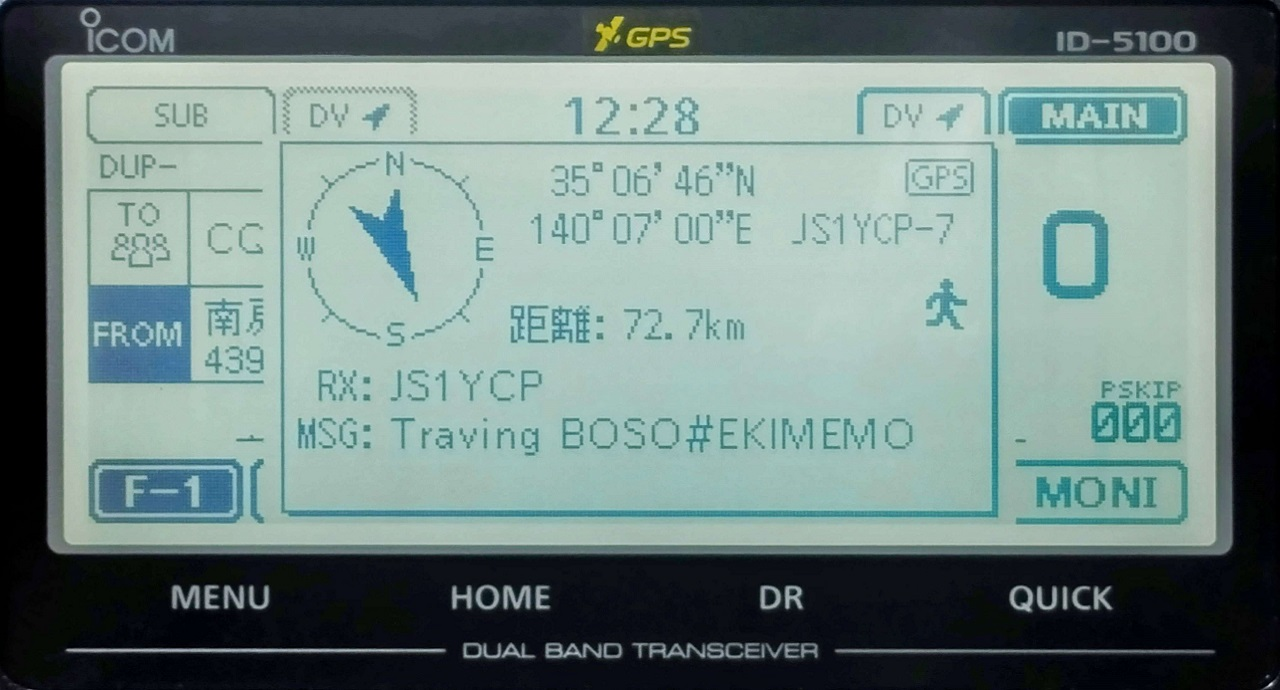
ID-5100の通知画面
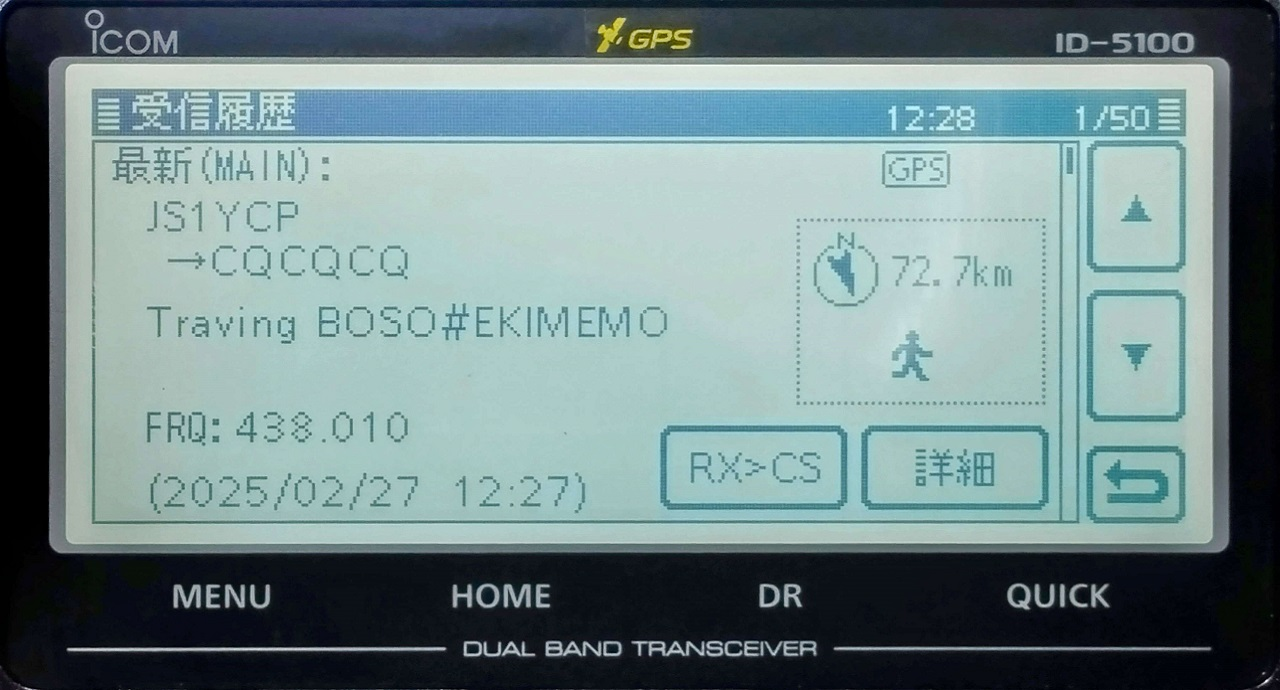
受信履歴
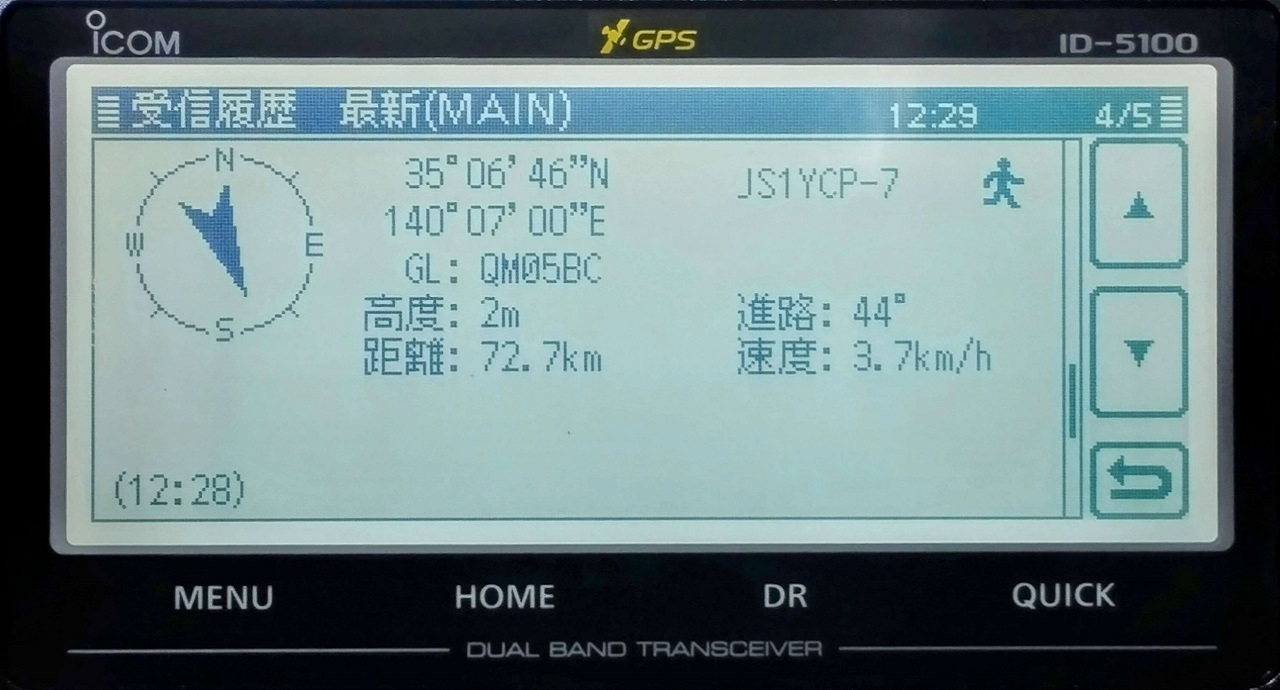
位置情報の履歴
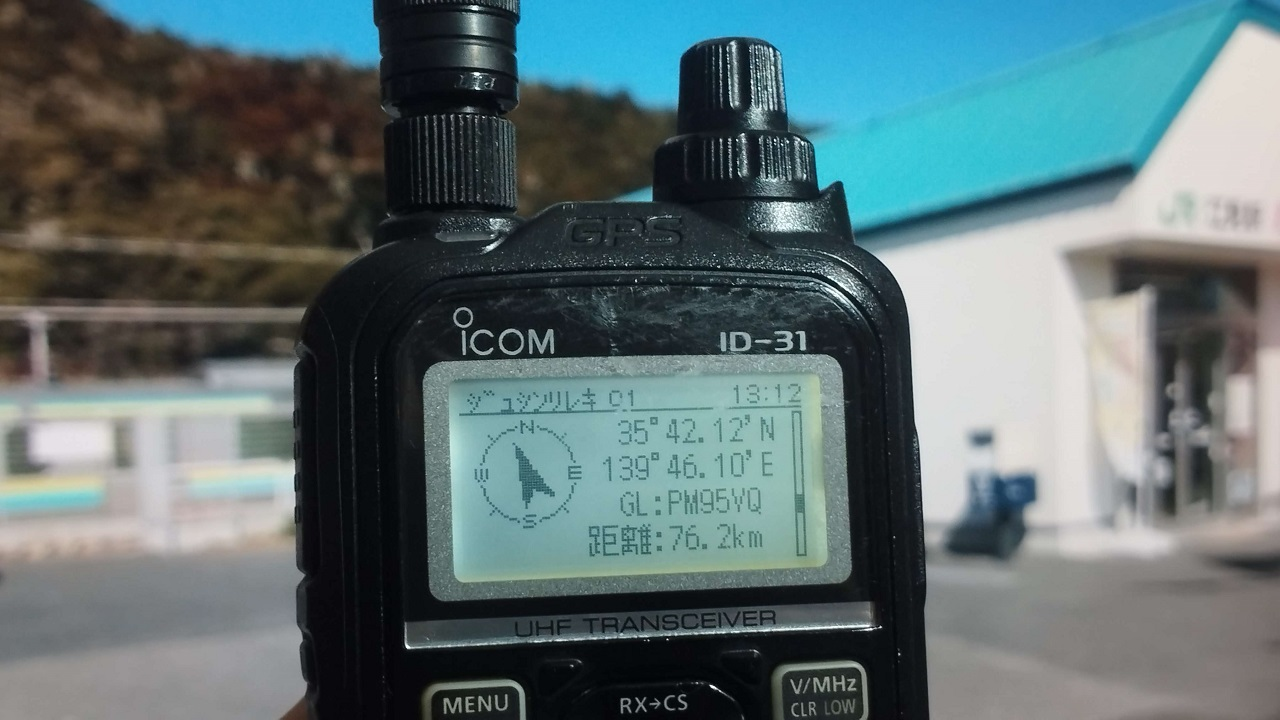
ID-31の画面表示

ID-92以降に発売された機種ではGPS設定から送信形式を、NMEA(GPS)もしくは、APRS互換形式(GPS-A、DV-A、DPRS)、が選択できるが、NMEA形式は旧式機種との互換性のために残されている機能であり、基本的にはアイコンや運用形態等の付加情報が設定できるAPRS互換形式を使用する。

#### シリアル通信
D-STARトランシーバには4,800～9,600bpsのシリアルポートやUSBポートが搭載されており、電子工作でよく使われるXBeeやBluetooth SPP等の無線機器と同様にArduinoやRaspberry Pi、パソコン、スマホ等、と接続することで、インターネットを介さずに直接数km～100km以上の長距離データ通信が可能となっている。この機能は安価なハンディ機を含む全てのD-STARトランシーバに搭載されている。D-STARトランシーバに標準で搭載されている位置情報システムDPRSもこのデータ通信機能を利用しており、移動局からの信号を受信するとデータ端子から相手局のデータが出力される。また、一部の機種ではデータ端子に温度や湿度等の各種センサーを接続する事で単独でDPRS(APRS)ウェザーステーションを運用できるソフトウェアを搭載しており、APRS同様に簡単にIoTを実現する事もできる。
通信速度は、音声+データで952bps、ペイロード全てをデータに使うファーストデータでは3,480bps。シリアルポート側のフロー制御はXON/XOFF方式で行う。
これらのDVデータ機能は、メーカー製のD-STARトランシーバを用いる場合は技適に含まれているので、時間のかかる保証認定や送信機系統図の提出なく、アマチュア無線局の免許を取得すれば即日利用可能となっている。

#### DVゲートウェイ機能

##### ターミナルモード
D-STARトランシーバをPCやスマホを介してインターネットに接続し、直接他のレピータ局へアクセスする事ができる機能。付近にD-STARレピータが無かったり、自宅からアンテナを出す事が困難、付近のレピータが悪質な利用者に占拠され使い物にならない、等の場合等に、インターネット環境さえあれば安心して運用する事ができる。
AMBEコーデックの権利に縛られている都合上、PCやスマホから直接通話する事ができず、必ずD-STARトランシーバ実機を用意する必要がある。

##### アクセスポイントモード
D-STARトランシーバをPCやスマホを介してインターネットに接続し、私設のD-STARレピータとして使える機能。1台のアクセスポイント局を複数局で共有して利用する事ができる。
この機能を運用する場合は、バンドプランはVoIPの範囲内に設定する必要がある。

### DDモード
1200MHz帯以上で使用する事が想定された、占有周波数帯幅150kHzで速度128kbpsのデジタルデータ通信モードである。LANケーブルを接続する事ができ、遠く離れたアマチュア無線局間で直接イーサネット接続ができる。
電波型式は150KF1D
市販モデルとしてはアイコムのID-1(2014年に生産終了)と、IC-9700,IC-905がDDモードに対応している。高級機の付加価値として搭載されている程度であり、IPネットワークに理解や興味のある若年層が購入できる価格帯の機種はリリースされておらず、2021年現在でも活用例は全く存在しない。
前方誤り訂正が含まれていないため、データエラーには上位層が再送を行うことによって対応する。そのため、マルチパス等によってエラーレートが上がると輻輳が生じて伝送速度が著しく低下するという問題がある。
また、DDレピーターにアクセスすることによってインターネット接続が行えるが、先述の通りシビアな条件と回線速度が低速度なことから、阿部寛のホームページを開くこともままにならない。

#### 対応するバンドプラン
DDモードは「データ」を使用する。
「ATV、高速データ」は無線局運用規則第二百五十八条の二の規定の注17に基づき占有帯域幅が9MHz未満であるため使用する事ができない。

#### 従来のパケット通信との互換性
2000年以前に使われていた、ターミナルノードコントローラを利用する従来のパケット通信 (アマチュア無線) による、AX.25（en:AX.25）にIPを乗せたTCP/IP通信とは全く異なり、互換性はない。D-STARのDDモードはイーサネットであるため、もし相互運用する場合は一旦レイヤ3を通す必要がある。

## 中継
デジタルレピータ局間は、5GHzまたは10GHz帯レピータアシスト局による10Mbpsの非同期転送モード（ATM）回線（アシスト回線という）、もしくはレピータに接続されたゲートウェイと呼ばれるホストPC間のインターネット接続により中継ができる。DDモード上のTCP/IPについては、ゲートウェイから外部のインターネットへも接続できる（D-STAR方式のレピータを、ここではデジタルレピータと書く）。

## 利用
ローカル局同士直接のデジタル音声・デジタルデータ通信も可能であるが、ローカル局の無線機からデジタルレピータを経由して相手先の無線局又は更にアシスト回線、ゲートウエイ局経由のインターネット回線などのデジタル幹線網を経由して別のデジタルレピータを経由して相手先の無線局と通信する、という利用法が広く行われている。
応用として、DVモードのデジタル音声通信と同時にGPSとDVモードの4.8kbpsデジタルデータ通信機能を利用して、位置情報をリアルタイムに交換しあう通信方法が利用されている。
また、D-STARトランシーバとスマートフォンをUSB-シリアル変換ケーブルで接続し、アイコム公式のスマートフォンアプリ「RS-MS1A」を用いる事で、D-STARトランシーバ同士で写真やテキストデータの送受信が可能となった。また、写真はスマートフォンアプリやWindowsのアプリで用意する必要はあるが、一部の無線機でアプリを使用せずに無線機単体で写真の送受信が出来るようになった。
他にも、ダン・スミス（KK7DS）により開発されたソフトウェア「D-RATS」を用いる事で、DVモードでのチャットやファイル共有機能が実現されるなど様々な広がりを見せている。
2006年9月以降に周波数などが再編成され、430MHzでのDVのレピータ局も増設された。D-STARのレピータは、当初、日本国内(G1＝第一世代）だけだったが、珍しく日本発の規格が欧米に広がり世界規模のアマチュア無線デジタル網に育った。2015年現在、世界のレピータ数：1000程度、日本国内：160以上と、後発の欧米のレピータは世界のレピータ群串刺しの反射板（レフレクタ、Reflector）と接続できるなど仕様が新しい（G2=第二世代）。
日本でもレフレクタ等の応用技術の開発や利用が一時期盛んに行われ、アンテナの設置が難しい環境や、ハンディ機しか持っていないニューカマーや、高価な無線機が買えない若年者でも気軽に無線交信を楽しむ手段になると話題になったが、JARLが告知なく自作機器からのアクセスの通信ブロックや、問い合わせを無視する等の妨害を行ったため、急速に衰退した。
諸外国ではDVモードに対応したアマチュア衛星が打ち上げられ、レピータや教育用として活用されている。

## 歴史
- 1998年 郵政省からの依託により、日本アマチュア無線連盟が「アマチュア無線へのデジタル技術導入に関する調査検討」プロジェクト開始。
- 2001年 日本アマチュア無線連盟の次世代通信委員会が中心となりD-STARシステムの実験局免許を取得、実用化実験を開始。
- 2002年 アマチュア無線フェスティバルでの展示・デモ通信を実施。

- 2003年 アイコムはアメリカ合衆国にてD-STAR技術顧問としてマット・イエレンを任命[12]。

- 2004年 総務省省令等の改正により、日本アマチュア無線連盟によるD-STARシステムの運用開始。当初は関東、東海、関西の3地域のレピータで開始。アイコムはD-STAR用の周辺機器を発売。その後、D-STARデジタルモード運用が出来る世界初の無線機ID-1が発売された。
- 2005年 レピータ開設募集開始。

- 2007年 世界初の衛星を介したD-STAR通信QSOが、AMSATの小型衛星AO-27を通じて、アメリカ・ヴァージニア州とジョージア州の間で成功[13]。

- 2011年 日本アマチュア無線連盟で実際にD-STARの調査や実験を行っていた、JARL技術研究所が廃止される。

- 2014年6月19日 ロシアの世界初のD-STAR搭載アマチュア衛星「TabletSat-Aurora」がドニエプルロケットによって打ち上げられる。[14]
- 2016年4月25日 ベルギーのアマチュア衛星「OUFTI-1」がソユーズVS14便で打ち上げられる。[15]
- 2018年2月1日 ドイツのアマチュア衛星「D-STAR ONE Phoenix」がソユーズ2-a型ロケットで打ち上げられる。[16]

D-STARトランシーバの位置情報機能であるDPRSは初期よりレピータを通してAPRS網に配信される仕様となっていたが、トラッカーやウェザーステーション等で自動送信する場合も区別なくレピータが中継動作してしまう問題があり、音声通話を目的にワッチしている局からは迷惑であるとされるも、JARLのD-STAR委員会担当者はブログで自動送信は使用禁止とアナウンスするばかりで具体的な解決を行う事なく放置していた。しかし、2009年頃から埼玉県の堂平山に有志により438.01MHzでシンプレックスi-gate局が設置されるようになり、それから更に10年遅れてやっとJARLのD-STAR委員会担当者もシンプレックスi-gate局の開設について案内するようになった。それに伴い、長年放置されていた配信クライアントソフトウェアのバグも修正された。

## 搭載機種
D-STAR方式を搭載した市販されている機種は次の通りである。

### アイコム
| 機種名               | 発売       | 周波数                        | モード           | 形状       | DATA端子      | GPS        | ファーストデータ | Bluetooth | 2波同時 | DVGW | 備考                                                         |
| -------------------- | ---------- | ----------------------------- | ---------------- | ---------- | ------------- | ---------- | ---------------- | --------- | ------- | ---- | ------------------------------------------------------------ |
| ID-1                 | 2004年8月  | 1200                          | DV, DD, FM       | モービル   | USB           | 非対応     | ×                | -         | -       | -    | 最初に発売されたD-STARトランシーバ 2014年4月 生産終了        |
| ID-800               | 2004年9月  | 144, 430                      | DV, FM           | モービル   | シリアル(DIN) | 外部入力   | ×                | -         | -       | -    |                                                              |
| IC-V1                | 2004年11月 | 144                           | (DV), FM         | ハンディ   | シリアル      | 外部入力   | ×                | -         | -       | -    | DVは別売ユニット(UT-118)にて対応 出力7W                      |
| IC-U1                | 2004年12月 | 430                           | (DV), FM         | ハンディ   | シリアル      | 外部入力   | ×                | -         | -       | -    | DVは別売ユニット(UT-118)にて対応                             |
| ID-91                | 2006年2月  | 144, 430                      | DV, FM           | ハンディ   | シリアル      | 外部入力   | ×                | -         | 〇      | -    |                                                              |
| IC-2820              | 2007年2月  | 144, 430                      | DV, FM           | モービル   | シリアル      | 内蔵       | ×                | -         | ○       | -    |                                                              |
| ID-92                | 2007年11月 | 144, 430                      | DV, FM           | ハンディ   | シリアル      | オプション | ×                | -         | 〇      | -    | GPS付き防水スピーカーマイクロホン HM-175GPS                  |
| ID-80                | 2009年2月  | 144, 430                      | DV, FM           | ハンディ   | シリアル      | オプション | ×                | -         | -       | -    | GPS付スピーカーマイクロホン HM-189GPS                        |
| ID-880               | 2009年2月  | 144, 430                      | DV, FM           | モービル   | シリアル      | 外部入力   | ×                | -         | -       | -    |                                                              |
| IC-9100              | 2010年10月 | HF, 50, 144, 430              | DV, ALL          | 固定       | シリアル,USB  | 外部入力   | ×                | -         | 〇      | -    |                                                              |
| ID-31                | 2011年11月 | 430                           | DV, FM           | ハンディ   | シリアル      | 内蔵       | ×                | -         | -       | -    |                                                              |
| ID-51                | 2012年12月 | 144, 430                      | DV, FM           | ハンディ   | シリアル      | 内蔵       | ×                | -         | 〇      | -    | ICOM50周年のカラーバリエーション仕様あり                     |
| IC-7100              | 2013年4月  | HF, 50, 144, 430              | DV, ALL          | モービル   | シリアル,USB  | 外部入力   | ×                | -         | -       | -    | タッチパネル                                                 |
| ID-5100              | 2014年2月  | 144, 430                      | DV, FM           | モービル   | シリアル      | 内蔵       | 〇               | 別売      | 〇      | -    | DPRS WS機能搭載 (取扱説明書[完全版] 8-25ページ) タッチパネル |
| ID-51 50周年記念     |            |                               |                  |            |               |            |                  |           |         |      |                                                              |
| ID-51PLUS            | 2014年8月  | 144, 430                      | DV, FM           | ハンディ   | シリアル      | 内蔵       | 〇               | -         | 〇      | -    |                                                              |
| ID-51PLUS2           | 2016年8月  | 144, 430                      | DV, FM           | ハンディ   | シリアル      | 内蔵       | 〇               | -         | 〇      | 〇   |                                                              |
| ID-4100              | 2017年3月  | 144, 430                      | DV, FM           | モービル   | シリアル      | 内蔵       | 〇               | 別売      | -       | 〇   |                                                              |
| ID-31PLUS            | 2017年8月  | 430                           | DV, FM           | ハンディ   | シリアル      | 内蔵       | 〇               | -         | -       | 〇   |                                                              |
| IC-9700              | 2019年1月  | 144, 430, 1200                | DV, DD, ALL      | 固定       | シリアル,USB  | 外部入力   | 〇               | -         | 〇      | 〇   | スマホなしでDV画像の送受信に対応                             |
| IC-705               | 2020年6月  | HF, 50, 144, 430              | DV, ALL          | ポータブル | USB-micro     | 内蔵       | 〇               | 〇        | -       | 〇   | DPRS WS機能搭載 バッテリ搭載                                 |
| ID-52                | 2020年11月 | 144, 430                      | DV, FM           | ハンディ   | USB-micro     | 内蔵       | 〇               | 〇        | 〇      | 〇   | スマホなしでDV画像の送受信に対応                             |
| IC-905               |            | 144, 430, 1.2, 2.4, 5.7, (10) | DV, DD, ATV, ALL | ポータブル | USB-C         | 内蔵       |                  |           |         |      |                                                              |
| ID-50                |            | 144, 430                      | DV, FM           | ハンディ   | USB-C         | 内蔵       | ○                | -         | ○       |      |                                                              |
| ID-52PLUS            |            |                               |                  |            | USB-C         |            |                  |           |         |      |                                                              |
| ID-52PLUS 60周年記念 |            |                               |                  |            | USB-C         |            |                  |           |         |      |                                                              |

### ケンウッド
| 機種名  | 発売年月日   | 周波数   | モード       | 形状       | DATA端子   | GPS      | ファーストデータ | Bluetooth | 2波同時 | DVGW | 備考                                                                |
| ------- | ------------ | -------- | ------------ | ---------- | ---------- | -------- | ---------------- | --------- | ------- | ---- | ------------------------------------------------------------------- |
| TMW-706 | 2007年6月    | 144, 430 | DV, FM       | モービル   | シリアル   | 外部入力 | ×                | -         | -       | -    | ID-800のOEM                                                         |
| TH-D74  | 2016年8月    | 144, 430 | DV, FM, APRS | ハンディ   | USB        | 内蔵     | 〇               | 〇        | 〇      | -    | DPRS非対応 2020年12月 生産終了                                      |
| TH-D75  | 2024年1月    | 144,430  | DV,FM,APRS   | ハンディー | USB Type-C | 内蔵     | ◯                | ◯         | ◯       | ◯    | リフレクターターミナルモード スタンドアローンデジピーターモード搭載 |
| TM-D750 | 2025年(予定) | 144,430  | DV,FM,APRS   | モービル   | 不明       | 不明     | 不明             | 不明      | 不明    | 不明 | ハムフェアー2024にて発表予定                                        |

## 応用ソフトウェア
D-STARを活用したソフトウェア
| 名称            | 制作者                                                           | OSS | プラットフォーム          | モード | 概要 |
| --------------- | ---------------------------------------------------------------- | --- | ------------------------- | ------ | --- |
| RS-MS1A RS-MS1I | ICOM公式                                                         | ×   | Android iPhone            | DV     | DV対応トランシーバを使ったテキストチャットと画像送受信に対応したICOM公式のスマホアプリ https://www.icom.co.jp/lineup/options/RS-MS1A/ |
| D-RATS          | 原作者: KK7DS(アメリカ) メンテナ: IZ2LXI(イタリア) 他、OSS開発者 | 〇  | Linux                     | DV     | チャット、メール、ファイル転送、GPS位置情報の送受信や地図表示、DV‐Dongleによる送受信等、DV経由で様々な通信手段を実装したソフトウェア。 http://www.dstarinfo.com/drats.aspx https://github.com/maurizioandreotti/D-Rats |
| BlueDV          | PA7LIM(オランダ)                                                 | 〇  | Windows Linux Android Mac | DV     | MMDVMホットスポットもしくはAMBE3000を使い、DMR、DSTAR、Fusionの信号をリフレクタ網へ接続するソフトウェア https://www.pa7lim.nl/bluedv/ |
| DStar TV        | GM7HHB                                                           | ×   | Windows                   | DD     | D-STAR回線を用いた動画ストリーミング http://www.dstartv.com/ |
| DPRS Interface  | AE5PL(アメリカ)                                                  | ×   | JAVA                      | DV     | DPRSを受信してAPRS網に中継するソフトウェア。DPRS向けのAPRS i-gate局を設置するために必要となる。 動作させるためには、DVデータの送受信できる無線機そのものが必要となっている。 JAVA実行環境がインストールされたWindows, Linux, Macで動作 http://www.aprs-is.net/dprsinterface.aspx                                                                                              |
| D-StarLet       | AE7Q(アメリカ)                                                   | 〇  | Apache Tomcat             | DV     | WEBベースで動作するテキストメッセージング https://dstarlet.ae7q.com/ |
| dmonitor        | JARL D-STAR委員会                                                | ×   | Raspberry Pi              | DV     | D-STARレピータシステムの拡張機能を利用し、インターネットから直接レピータの音声を送受信することができる。 動作させるためには、AMBEのエンコード,デコードのためにDVゲートウェイ機能が付いた無線機そのものが必要となっている。 尚、「JARL D-STAR委員会」については具体的な情報が公表されておらず、無料の個人ブログ1つだけの実態不明の組織となっている。 https://dstar.seesaa.net/ |